# Bobby Watson (actor)

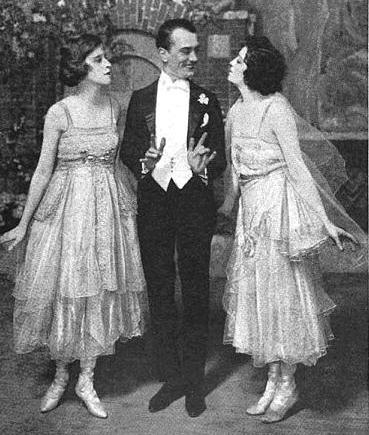
Gladys Miller, Bobby Watson y Eva Puck en Irene

Bobby Watson (28 de noviembre de 1888 - 22 de mayo de 1965) fue un actor teatral y cinematográfico de nacionalidad estadounidense, cuya carrera como actor de carácter se hizo conocida por encarnar en diversas ocasiones, a partir de 1942, a Adolf Hitler.

## Biografía
Su nombre completo era Robert Watson Knucher, y nació en Springfield, Illinois. Watson empezó su carrera artística a los 15 años de edad interpretando un número de vodevil en el Olympic Theatre de Springfield. Siendo adolescente viajó por el medio oeste del país con el "Kickapoo Remedies Show", un medicine show itinerante. Después actuó en Coney Island en un show de Gus Edwards. 
En 1918 actuó por vez primera en el circuito de Broadway de Nueva York, sustituyendo a Frank Craven en Going Up, y creando el papel de "Madame Lucy" en el musical Irene (1919), papel que repetiría más adelante. 
Watson siguió actuando en Broadway durante los años 1920, empezando a trabajar en la pantalla hacia el final de la época del cine mudo. En esas películas hizo papeles variados como actor de carácter, entre ellos los de un decorador, un locutor radiofónico, un director de hotel, un director de baile, un líder de banda o un detective. De entre sus películas destaca su papel como profesor de dicción en Cantando bajo la lluvia (1952).
En 1942 interpretó a Adolf Hitler en el corto producido por Hal Roach The Devil with Hitler. En total, Watson encarnó a Hitler en nueve filmes, entre ellos Hitler – Dead or Alive (1942), Nazty Nuisance (1943), The Miracle of Morgan's Creek (1944), The Hitler Gang (1944), La historia de la humanidad (1957), On the Double (1961) y Los cuatro jinetes del apocalipsis (1962).
Bobby Watson falleció en Los Ángeles, California, en 1965, a los 76 años de edad. Fue enterrado en el Cementerio Oak Ridge de Springfield, Illinois.

## Selección de su filmografía
- That Royle Girl (1925)
- Syncopation (1929)
- Follow the Leader (1930)
- Moonlight and Pretzels (1933)
- Going Hollywood (1933)
- Streamline Express (1935)
- Everything's on Ice (1939)
- The Devil with Hitler (1942)
- Hitler – Dead or Alive (1942)
- Nazty Nuisance (1943)
- The Miracle of Morgan's Creek (1944),
- The Hitler Gang (1944)
- The Big Clock (1948)
- The Paleface (1948)
- Cantando bajo la lluvia (1952)

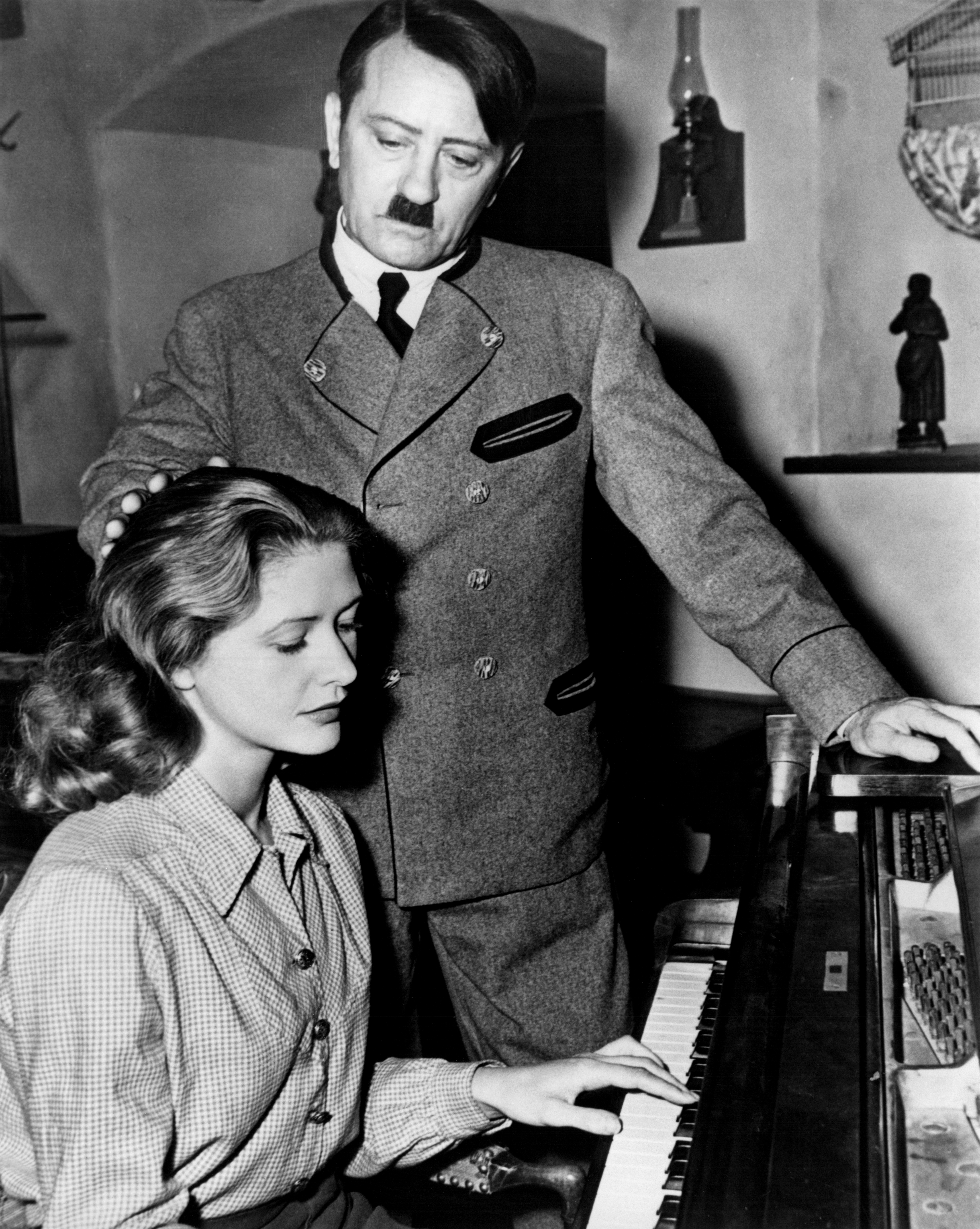
Bobby Watson como Adolf Hitler y Poldi Dur como Geli Raubal en The Hitler Gang (1944)

- La historia de la humanidad (1957)
- On the Double (1961)
- Los cuatro jinetes del apocalipsis (1962)